# Bruce Pandolfini
Bruce Pandolfini (Lakewood, Nueva Jersey, 17 de septiembre de 1947) es un autor, profesor y entrenador de ajedrez estadounidense. Fue representado por Ben Kingsley en la película de 1993 Searching for Bobby Fischer, basado en el libro del mismo nombre de Fred Waitzkin. 
Pandolfini vive en Nueva York y ha entrenado a muchos ajedrecistas, el más famoso Joshua Waitzkin, objeto del libro y la película mencionada anteriormente.
Ha escrito más de una docena de libros de ajedrez y unos cuantos de temas relacionados con el ajedrez. Uno de sus libros resume el pensamiento ajedrecístico, Cada Movimiento Debe Tener Un Objetivo, libro en el que describe como los principios del ajedrez se pueden aplicar fácilmente y con lógica a otras situaciones de la vida personal o laboral.
Otros de sus libros son:
- Pandolfini's Endgame Course: Basic Endgame Concepts Explained By America's Leading Chess Teacher.
- Chess Openings: Traps and Zaps
- More Chess Openings Traps and Zaps 2
- Pandolfini's Ultimate Guide to Chess
- Weapons Of Chess
- Every Move Must Have a Purpose.
- The Winning Way
- The ABCs of Chess
- Bobby Fischer's Outrageous Chess Moves

También escribe una columna mensual para la revista Chess Life titulada "Solitaire Chess".